# Tào Sơn Bản Tịch
Tào Sơn Bản Tịch (zh. cáoshān běnjì 曹山本寂, ja. sōzan honjaku), 840-901, là một Thiền sư Trung Quốc, môn đệ đắc pháp của Động Sơn Lương Giới và cùng với thầy, sư thành lập tông Tào Động. Tông Tào Động là một trong hai tông phái Thiền mà ngày nay còn đầy sức sống tại Nhật Bản. Tắc thứ 10 của Vô môn quan có nhắc đến Sư. Ngoài ra sử sách còn lưu truyền các giai thoại của sư trong Phủ Châu Tào Sơn Bản Tịch Thiền sư ngữ lục.

## Cơ duyên ngộ đạo
Sư họ Hoàng, ban đầu chuyên học Nho giáo. Năm 19 tuổi, sư lên núi Linh Thạch xuất gia và thụ giới cụ túc. Sư thường đến Động Sơn nghe Thiền sư Lương Giới giảng pháp. Một ngày kia, trong một cuộc Vấn đáp, Động Sơn nhận ra căn cơ của sư và nhận làm đệ tử. Sư tham thiền với Động Sơn và ngộ yếu chỉ nơi đây.
Sau đó, sư từ biệt Động Sơn ra đi. Cảnh Đức truyền đăng lục thuật lại câu chuyện sau: 
Động Sơn hỏi: 'Ngươi đi đến chỗ nào?'
Sư đáp: 'Đi đến chỗ không biến dị.'
Động sơn lại hỏi: 'Chỗ không biến dị lại có đến sao?'
Sư đáp: 'Cái đến cũng chẳng biến dị.'"

## Hoằng pháp
Sau khi rời Động Sơn, sư vân du hoằng hoá. Cuối cùng sư được mời về Cát Thủy và vì ngưỡng mộ Lục Tổ tại Tào Khê, sư đổi tên núi là Tào Sơn. Về sau sư cũng trụ trì tại núi Hà Ngọc, học trò cả hai chỗ rất đông. Tắc thứ 10 trong Vô môn quan nhắc lại pháp thoại của sư với đệ tử là Thanh Thoát: 
Tăng thưa: 'Thanh Thoát nghèo nàn đơn chiếc, xin sư phụ cứu giúp.'
Sư gọi: 'Thầy Thoát!'
Tăng ứng đáp: 'Dạ.'
Sư đáp: 'Đã uống ba chén rượu Thanh Nguyên và dám nói môi không hề ướt!'
Sư là người được Thiền sư Lương Giới truyền dạy Động Sơn ngũ vị và cũng là người khai thác và phát triển công thức này triệt để. Mặc dù môn đệ dưới trướng rất đông và tông phong Động Sơn rất thịnh hành – sư được xem là Nhị tổ – dòng thiền của sư tàn lụi chỉ sau vài thế hệ. Tào Động chính mạch sau này được Thiền sư Vân Cư Đạo Ưng và môn đệ thủ trì.
Đời Đường niên hiệu Thiên Phục (901), một đêm mùa hạ, sư hỏi Tri sự: "Hôm nay là ngày tháng mấy?" Tri sự thưa: "Ngày rằm tháng sáu." sư bảo: "Tào Sơn bình sinh hành cước chỉ biết 90 ngày là một hạ, sáng mai giờ thìn ta hành cước." Hôm sau, đúng giờ thìn, sư thắp hương ngồi yên viên tịch, thọ 62 tuổi, 37 tuổi hạ. Vua sắc phong là Nguyên Chứng Thiền sư, tháp hiệu Phúc Viên.